# Heuriger
 (mai 2024).
Si vous disposez d'ouvrages ou d'articles de référence ou si vous connaissez des sites web de qualité traitant du thème abordé ici, merci de compléter l'article en donnant les références utiles à sa vérifiabilité et en les liant à la section « Notes et références ».

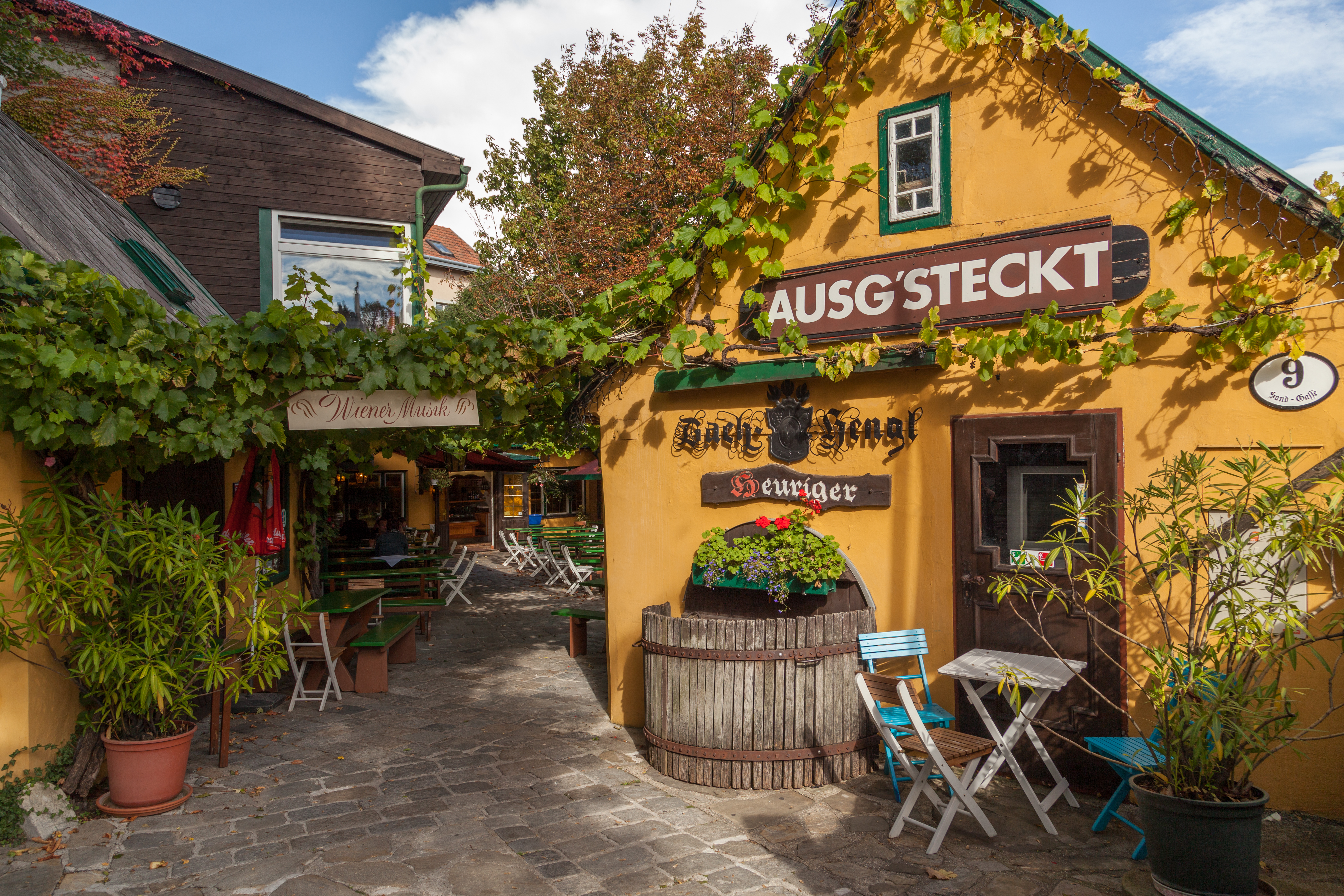
Une vieille Heuriger à Grinzing, dans le quartier viennois de Döbling.

Le terme allemand Heuriger désigne en Autriche des enseignes gastronomiques qui ne servaient, à l'origine, que le vin primeur de la dernière année écoulée. Le terme heuer provenant du vieux haut allemand : hiu jāru, « cette année » est utilisé en Autriche et dans le Sud de l'Allemagne ; le nom Heuriger en est dérivé. Depuis des temps anciens, les viticulteurs en Autriche sont autorisés à servir le vin qu'ils produisent eux-mêmes sans licence. Par un décret du 17 août 1784, l'empereur Joseph II a confirmé ce droit. Aujourd'hui, de nombreux établissements portant ce nom sont arrivés à servir des mets, des vins et d'autres boissons.